# Huntemannia jadensis
Huntemannia jadensis är en kräftdjursart som beskrevs av Poppe 1885. Enligt Catalogue of Life ingår Huntemannia jadensis i släktet Huntemannia och familjen Huntemanniidae, men enligt Dyntaxa är tillhörigheten istället släktet Huntemannia och familjen Cletodidae. Arten är reproducerande i Sverige. Inga underarter finns listade i Catalogue of Life.